# Clínica de deshomosexualización
Se denomina clínica de deshomosexualización, deshomosexualismo o de conversión a una serie de centros particulares, a menudo asociados a grupos evangélicos, que ofrecen tratamientos para «curar» la homosexualidad. Los centros, que son ilegales y se ocultan a menudo como centros de tratamiento de drogodependencia y alcoholismo privados, podrían llegar a ser unos 200 solo en Ecuador.
Estas clínicas ilegales y los «tratamientos» pueden costar hasta 1500$ al mes.  Testimonios de gais y lesbianas que han pasado por los centros relatan que, en algunos casos, para el «tratamiento» se usan métodos violentos, como «una chica lesbiana que fue violada, además de gais o travestis que les cortaron el pelo o les extrajeron líquido de las prótesis de sus senos», tratamientos de shock eléctrico o privación de comida y sueño.

## En Ecuador
La existencia de estos centros en Ecuador fue denunciada por el Comité de América Latina y el Caribe para la Defensa de los Derechos de la mujer (Cladem-Ecuador) en 2009, donde se recomendaba que el Estado debía «prevenir, proteger y garantizar que ninguna persona con distinta orientación sexual sea internada en clínicas privadas o centros de rehabilitación para ser sometida a los denominados tratamientos de reorientación sexual». Según el Cladem, estos centros funcionan desde hace 10 años en Ecuador. Sin embargo, el primer caso registrado en Ecuador data del año 2000. Desde entonces, las historias han ido saliendo a la luz y algunas han causado conmoción dentro de la sociedad ecuatoriana. En casos como el de Paola C., fue secuestrada en 2008 y llevada a una «clínica de rehabilitación» cerca de la ciudad de Quito, donde fue violada para tratar de cambiar su orientación sexual. El caso de Jonathan V. en 2010 fue otro que causó indignación pública. A la edad de 23 años, fue ingresado por orden su familia a uno de estos centros. Estuvo más de un año encerrado en ese lugar y, aunque su caso llegó a los tribunales, finalmente se abandonó.
Los centros ofrecen a padres la «cura» de sus hijos, de forma que a menudo las víctimas son secuestradas y obligadas a ingresar con ayuda de familiares. La Fundación Equidad y Género de Ecuador reveló que recibía alrededor de 15 denuncias al año de personas que habían sido ingresadas contra su voluntad. La Asociación Silueta X, lanzó la campaña tiempo de igualdad, por un Ecuador libre de discriminación en el 2013, cuya finalidad es garantizar el cierre de estas clínicas, a través de recreaciones de estos hechos. En octubre de 2019 esta misma organización abrió el primer Centro Psico Trans en Ecuador, como alternativa a estas clínicas correctivas.
El tema saltó a las noticias internacionales cuando el Ministerio de Salud Pública (MSP) de Ecuador anunció en agosto de 2011 el cierre de 30 de estas clínicas en la Provincia de Guayas. Tanto la Defensoría del Pueblo en Guayas, Marco Pacheco, como el Defensor del Pueblo de Ecuador, Fernando Gutiérrez Vera, declararon que las clínicas son ilegales según la Constitución de Ecuador, «La homosexualidad no es una patología ni enfermedad, y al no serlo no cabe aplicar ningún tipo de tratamiento para sanarla o curarla, entre comillas. Eso sería inconstitucional, ilegal y anticientífico, inclusive». En lo que coincide con las principales organizaciones médicas del mundo.
Aunque se pueda pensar que en la actualidad esto se ha controlado y denunciado, el pasado 19 de abril se reportó como desaparecido a Jean Pierre R., un joven de 27 años. El día de su desaparición, estaba retirando sus cosas personales de la casa de sus padres porque había decidido independizarse. Ese día fue llevado en contra de su voluntad a un lugar en el que le dijeron que sus "males" provienen de su orientación sexual.

### Petición internacional y plan de cierre
En octubre de 2011 se realizó una petición internacional al ministro de salud, para que se cerraran estas clínicas, petición que consiguió reunir 113 761 firmas.
A principios de 2012, el Ministerio de Salud Pública anunció que iba a incluir el asunto dentro del plan de inspección de hospitales y clínicas e iban a contratar a una persona para investigar las denuncias que se presenten. La nueva ministra de salud desde 2012, Carina Vance, activista LGBT y exdirectora de la Fundación Causana, prometió continuar con el plan del ministro anterior para el cierre de las clínicas. Poco después de que Vance fuera nombrada ministro, el ministerio realizó redadas en tres de esas clínicas cerca de Quito, rescatando a docenas de mujeres.